# Ana Murugarren
Ana Murugarren Fabo (Marcilla, Navarra) es una cineasta española.

## Trayectoria
Licenciada en Ciencias de la Información por la Universidad del País Vasco, comenzó su carrera profesional con la productora bilbaína Creativideo, formando parte durante las décadas de los 80 y 90 de lo que se vino a llamar el nuevo cine vasco, trabajando junto con Joaquín Trincado, Luis Marías o Enrique Urbizu, entre otros. Juntos montaron el canal de televisión independiente Canal 25, finalmente cerrado por el Gobierno de Felipe González al poco de nacer. A lo largo de su carrera ha trabajado con Enrique Urbizu, Pablo Berger, Joaquín Trincado o Álex de la Iglesia.
Su primer trabajo reconocido fue el videoclip del grupo de punk Eskorbuto "Antes de las guerras", Primer Premio del Festival de Video y Música de Vitoria que se presentó en el Festival de Cine de San Sebastián . Su filmografía continúa con Tu novia está loca y Todo por la pasta, dirigidas por Urbizu, Sálvate si puedes, dirigida por Joaquín Trincado, o Mama, de Pablo Berger.  
Dirigió y produjo con Joaquín Trincado en 2006 el documental Esta no es la vida privada de Javier Krahe, una roadmovie con entrevistas y actuaciones del cantautor madrileño, que fue acusado de ofensa a los sentimientos religiosos por la emisión de un fragmento de la película.
En ficción, ha dirigido los éxitos de taquilla García y García y El hotel de los líos, protagonizadas ambas por José Mota y Pepe Viyuela. El precio de la libertad, con Quim Gutiérrez, La dama guerrera, con Ylenia Baglietto, Mikel Losada y Lander Otaola, Tres mentiras, con Nora Navas y Mikel Losada y La higuera de los bastardos, con Karra Elejalde, Carlos Areces y Pepa Aniorte.  
Murugarren pertenece a la Asociación de mujeres cineastas y de medios audiovisuales CIMAy a la Academia española de Cine.

## Premios
En 1991, Murugarren obtuvo el premio al Mejor Montaje en los Premios del Círculo de Escritores Cinematográficos por la película de Todo por la pasta, nominada a los Premios Goya Mejor guion original, música y efectos especiales. En 2006, obtuvo el Premio Vocento a la Creatividad en el Cine por el documental Esta no es la vida privada de Javier Krahe, una de las Perlas del 60 Festival de Cine de San Sebastián. En 2011, como directora de la miniserie para TVE y ETB El precio de la libertad, recibió diversos premios nacionales e internacionales. Por La dama guerrera, Murugarren recibió en 2012 el premio al Mejor Largometraje en los Euskal Bobinak. En  2015, su largometraje Tres mentiras recibió diversos reconocimientos en festivales dentro y fuera de España, como el Gran Premio del World Premieres Film Festival de Filipinas o o la Mejor Ópera Prima en el XV Festival de Cine Ópera Prima de Tudela. 
En 2018 recibió el Silver Screen Award y el Global Grand Jury Cinematic Excellence en el Hollywood Film Festival, que reconoce el mejor largometraje español, por la película  ‘La higuera de los bastardos’. Mejor dirección en el Albuquerque Film&Music Festival y el Premio Especial del Jurado del Seattle Latino Film Festival. La película de Murugarren participó en la Sección Oficial del Fantastic Fest de Austin, Texas, y se estrenó en salas y plataformas en USA en mayo de 2019.
Recibe el Mikeldi de Honor del Zinebi en 2020y el Premio Mario Onaindía Saria en 2023.

## Filmografía como directora
| TÍTULO                                     | AÑO  | REPARTO PRINCIPAL                                                          |
| ------------------------------------------ | ---- | -------------------------------------------------------------------------- |
| El hotel de los líos. García y García 2    | 2023 | José Mota, Pepe Viyuela, Paz Padilla, Diego Arroba, "el cejas"             |
| García y García                            | 2021 | José Mota, Pepe Viyuela, Martita de Graná, Eva Ugarte, Jordi Sánchez       |
| La higuera de los bastardos                | 2017 | Karra Elejalde, Carlos Areces, Pepa Aniorte, Mikel Losada, Jordi Sánchez   |
| Tres mentiras                              | 2014 | Nora Navas, Mikel Losada, Azucena Trincado, Marta Castellote, Olatz Ganboa |
| La dama guerrera                           | 2012 | Ylenia Baglietto, Mikel Losada, Lander Otaola, Azucena Trincado            |
| El precio de la libertad                   | 2011 | Quim Gutiérrez, Mikel Losada, Leyre Berrocal, Ramón Barea                  |
| Esta no es la vida privada de Javier Krahe | 2005 | Javier Krahe, Joaquín Sabina, Javier López de Guereña, Andreas Prittwitz   |

## Filmografía como montadora
| TÍTULO                                     | AÑO  | DIRECCIÓN                        |
| ------------------------------------------ | ---- | -------------------------------- |
| La higuera de los bastardos                | 2017 | Ana Murugarren                   |
| Tres mentiras                              | 2014 | Ana Murugarren                   |
| La dama guerrera                           | 2012 | Ana Murugarren                   |
| El precio de la libertad                   | 2011 | Ana Murugarren                   |
| Esta no es la vida privada de Javier Krahe | 2005 | Ana Murugarren, Joaquín Trincado |
| Sálvate si puedes                          | 1995 | Joaquín Trincado                 |
| Todo por la pasta                          | 1991 | Enrique Urbizu                   |
| Mama                                       | 1988 | Pablo Berger                     |
| Tu novia está loca                         | 1988 | Enrique Urbizu                   |